# Flensborghus
Flensborghus er en bygning i Nørregade i Flensborg. Bygningen blev opført i 1725 af munkesten fra det nedbrudte Duborg Slot. Huset har været brugt til mange formål bolig, vajsenhus, tugthus, kaserne og hotel. Efter genforeningen i 1920 har det været kulturhus for Det danske mindretal i Sydslesvig.

## Historie
Flensborghus blev opført i 1725 med tilladelse fra Frederik 4. og bygget af munkesten fra det nedrevne Duborg Slot. Byggeriet blev igangsat af Maria Christina Lorck, der var inspireret af August Hermann Francke. Hendes vision var at etablere det første danske vajsenhus uden for København. Bygningen ligger tæt ved Nørreport i den nordlige del af Flensborg.
Fra 1760 blev en del af bygningen brugt som tugthus og kaserne for danske soldater. Efter 1865 overgik Flensborghus til tysk militærforvaltning, og i 1894 blev det ombygget til hotel. Under denne periode oplevede bygningen sin storhedstid som hotel, særligt i 1960’erne og 70’erne, hvor Otto Meurer, en tysk mesterkok, drev stedet. Hotellet blev kendt for sin gæstfrihed og lækre mad og var et populært stop for bilrejsende, der krydsede grænsen mellem Danmark og Tyskland.

## Grænseforeningen
Efter 1. verdenskrig skiftede Flensborghus karakter, da bygningen blev købt af Grænseforeningen og omdannet til dansk forsamlingshus og bibliotek (Flensborghus Bogsamling). Hotellets tid var nu forbi, og Flensborghus blev gradvist centrum for det danske mindretals kulturelle aktiviteter i Sydslesvig.
I dag er Flensborghus hjemsted for organisationer som Sydslesvigsk Forening, Sydslesvigsk Vælgerforening og Sydslesvigs danske Ungdomsforeninger. Bygningen blev i år 2000 omfattende restaureret, og dens arkitektoniske detaljer, som den store rundbuede portal med Frederik 4.'s monogram og Flensborgs byvåben, fremstår i dag som et historisk vartegn.
Flensborghus rummer også en stor sal til aktiviteter som amatørteater, jazzkoncerter og debatmøder. I klubbens værelser findes 12 portrætter af fremtrædende sønderjyder, skabt af Harald Slott-Møller, hver med unikke baggrunde af landskaber og ikoniske bygninger, som forbinder dem med deres hjemegn.
Flensborghus er i dag en vigtig del af det danske kulturarbejde i Sydslesvig og et levende minde om bygningens skiftende roller gennem historien.

## Hotel Flensborghus
Flensborghus fungerede i flere år som hotel og ejedes af den tyske mesterkok Otto Meurer (1942-2018). Hotellet var særligt populært fra 1960'erne til slutningen af 1970'erne. Gæster kunne få et værelse og nyde lækker mad til overkommelige priser, hvilket gjorde stedet til et foretrukket stop for mange rejsende.
Flensborghus' beliggenhed tæt på grænsen spillede en væsentlig rolle i dets succes. I en tid, hvor flyrejser stadig var en luksus, var bilferier almindelige. Hotellet blev et ideelt sted for trætte bilister, der havde kørt langt og havde brug for et måltid og en seng. Kombinationen af kvaliteten på maden, komfortable værelser og de overkommelige priser gjorde hotellet yderst populært blandt rejsende.
I 1980'erne begyndte hotellets popularitet at falde. Flyrejser blev mere tilgængelige for almindelige mennesker, hvilket ændrede rejsevanerne markant. Samtidig blev biler hurtigere, hvilket gjorde det nemmere at køre længere afstande uden behov for at overnatte. Hotellets indretning, som stadig var præget af 1960’ernes stil, appellerede heller ikke længere til de yngre generationer.
I begyndelsen af 1990'erne blev det tydeligt, at hotellet kæmpede med økonomiske problemer. I 1994 begyndte forhandlinger om et muligt salg, og i 1995 blev Flensborghus solgt til en ukendt køber. Den nye ejer gik dog hurtigt konkurs, da hotellet fortsat ikke kunne generere nok indtægter. Kort tid efter blev ejendommen tilbudt til det danske mindretal i Flensborg, som overtog stedet.
I dag er Flensborghus’ tid som hotel en ukendt historie for mange unge, men blandt Meurer-familien og ældre generationer i Slesvig-Holsten huskes det som et vigtigt stop for rejsende og et symbol på en svunden tid.